# Cementerio Hebreo del Sur
El Cementerio Hebreo del Sur también llamado Cementerio de los Polacos es el más antiguo de los 3 cementerios israelitas de la ciudad de Bogotá.

## Historia
El lote donde se ubica el terreno fue adquirido por la creciente comunidad judía de la ciudad de Bogotá en el año 1929 en el entonces municipio de Bosa y posteriormente edificado en 1932 para dar cabida a los cuerpos de los hebreos fallecidos que no podían ser enterrados en otros sitios de la ciudad, siendo los primeros en ser enterrados allí José Berger y Efraín Merson.
Durante el periodo de la Segunda Guerra Mundial y en conmemoración de la Shoá se construyó al centro del cementerio un monumento en honor a las víctimas. En los 90 debido a la rápida expansión de la ciudad y con el interés de demoler el cementerio para agrandar la calle adyacente la comunidad judía empezó una pelea legal que culminó con la declaración de parte del Ministerio de Cultura  de declarar como bien de interés cultural del ámbito nacional al Cementerio Hebreo del Sur el 30 de julio de 1998,  tras 73 años de servicio en el año 2005 se le dio sepultura a Polea Blicstein de Peisach última persona enterrada en el cementerio.